# Los rayos (álbum de Vicentico)
Los rayos es el segundo disco de estudio del cantante y compositor argentino Vicentico, en su etapa como solista. Este disco generó dos de las canciones más populares de Vicentico, "Los caminos de la vida" y "Tiburón".

## Canciones
Todas las canciones escritas y compuestas por Vicentico, excepto lo indicado. 
| N.º | Título                            | Escritor(es) | Duración |  |
| 1.  | «Los caminos de la vida1»         | Omar Geles   | 4:02     |  |
| 2.  | «La libertad»                     |              | 4:08     |  |
| 3.  | «Las armas»                       |              | 4:06     |  |
| 4.  | «El barco2»                       |              | 3:06     |  |
| 5.  | «El tonto3» (con Julieta Venegas) |              | 3:36     |  |
| 6.  | «Tiburón» (con Sr. Flavio)        | Rubén Blades | 3:04     |  |
| 7.  | «Soy feliz»                       |              | 3:41     |  |
| 8.  | «El engaño»                       |              | 3:34     |  |
| 9.  | «La verdad2»                      |              | 3:28     |  |
| 10. | «El cielo»                        |              | 4:30     |  |
| 11. | «La nada»                         |              | 3:36     |  |
| 12. | «La señal»                        |              | 3:51     |  |

| Pistas adicionales: En vivo - Estadio Luna Park 2003 |                                           |                                                                     |          |  |
| N.º                                                  | Título                                    | Escritor(es)                                                        | Duración |  |
| 13.                                                  | «Se despierta la ciudad/El genio del dub» | Vicentico · Fernando Ricciardi · Flavio Cianciarulo · Sergio Rotman | 4:56     |  |
| 14.                                                  | «Padre nuestro»                           |                                                                     | 5:02     |  |
| 15.                                                  | «Vamos»                                   |                                                                     | 4:06     |  |
| 16.                                                  | «Gallo rojo»                              |                                                                     | 4:07     |  |

Notas
- (1): Participación especial de Florian, en acordeón a piano.
- (2): Participación especial de Luciano González, en guitarras.
- (3): Participación especial de Julieta Venegas, voz y acordeón a piano.

## Sencillos
- "Los caminos de la vida"
- "Tiburón"
- "La Libertad"
- "Soy feliz"

## Integrantes
- Vicentico - voz, dirección artística, dirección musical, productor.
- Dani Buira - batería, percusión.
- Daniel Castro - contrabajo.
- Juan E. Scalona - trombón.

Músicos invitados
- Sr. Flavio - bajo
- Lucho González - guitarra
- Erving Stutz - fliscorno, trombón, trompeta, arreglos de viento
- Julieta Venegas - acordeón, piano, voces

### Personal técnico
- Amadeo Álvarez - asistente de producción
- Sebastián Arpesella - fotografía
- Javier Caso - asistente de producción
- Walter Chacón - ingeniero de mezcla
- Pablo Durand - Programación
- Cynthia Lejbowicz - coordinación de la producción
- Nora Lezano - fotografía
- Paco Martín - A&R
- Diego Ortells - Programación
- Diego Ramírez - asistente
- Eduardo Rivero - asistente de estudio
- Alejandro Ros - diseño gráfico
- Afo Verde - A&R, dirección artística, dirección musical, productor
- Carlos Martos Wensell - ingeniero de masterización